# Borysthenes ponomarenkoi
Borysthenes ponomarenkoi är en insektsart som beskrevs av Alexander Fyodorovich Emeljanov 1989. Borysthenes ponomarenkoi ingår i släktet Borysthenes och familjen kilstritar. Inga underarter finns listade i Catalogue of Life.